# Serralada Wind River
La Serralada Wind River (en anglès: Wind River Range) és una serralada de muntanyes que forma part de les muntanyes Rocoses a Wyoming occidental als Estats Units. Aquesta serralada té una orientació NW-SE i té una longitud aproximada d'uns 161 km. El seu cim més alt és el Gannett Peak amb una altitud de 4.207 m. Inclou dos Parcs Nacionals: Shoshone National Forest a l'est i Bridger-Teton National Forest a l'oest. Parts de la serralada estan dins la reserva índia Wind River Indian Reservation.

## Història
Abans de l'arribada dels europeus la zona ja estava habitada pels amerindis Shoshones i Absarokas i abans que ells (cap a 7000 i 9000 anys enrere) altres tribus. Es creu que el primer blanc que va visitar aquesta zona va ser John Colter, l'any 1807, qui formava part de l'expedició de Lewis i Clark.
Els primers escaladors esportius hi arribaren a la dècada de 1920. Gannett Peak va ser escalat per primera vegada el 1922.

## Geologia

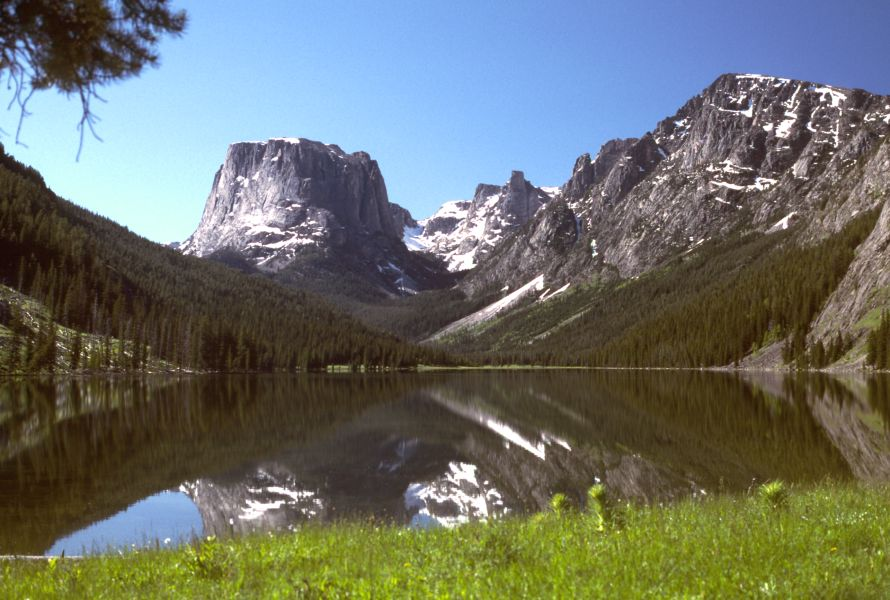
Llacs Green River i Muntanya Squaretop

La serralada dels Winds està composta principalment per batòlits granítics d'un miler de milions d'anys d'antiguitat que estan recoberts per roques formades més recentment. A partir de fa 500.000 anys les glaceres van donar la forma actual a les roques. S'hi van formar també nombrosos llacs i circs (valls circulars).

## Hidrologia
Els rius Green i Big Sandy discorren cap al sud, mentre que el Wind River ho fa cap a l'est a través de la Shoshone Basin.
El Bridger Wilderness conté uns 1.300 llacs que no contenen peixos com la majoria de llacs alpins de les Muntanyes Rocoses. S'han fet repoblacions de peixos.
Aquesta serralada és un lloc turístic important.